# Sei articoli di fede
I sei articoli di fede (ʿAqīda) sono stati enumerati dai sunniti come segue:
1. Credere in Dio (Allah), l'unico ed il solo meritevole di ogni adorazione (tawḥīd).
2. Credere a tutti i profeti (nabi) e messaggeri (rusul) inviati da Dio: Abramo, Mosè, Davide, Gesù, Maometto.
3. Credere nei libri (kutub) inviati da Dio (Torah, Salmi, Vangelo e Qur'an).
4. Credere negli angeli (mala'ika).
5. Credere nel Giorno del Giudizio (qiyama) e nella risurrezione (la vita dopo la morte in Janna o nel Jahannam).
6. Credere nel Destino parte della vita (qadar).